# Buellia saxorum
Buellia saxorum är en lavart som beskrevs av A. Massal. Buellia saxorum ingår i släktet Buellia och familjen Physciaceae.   Inga underarter finns listade i Catalogue of Life.